# Růžena Dostálová
Růžena Dostálová (ur. 22 kwietnia 1924 w Bratysławie, zm. 18 sierpnia 2014 w Pradze) – czeska historyk, bizantynolog.
W latach 1945–1950 studiowała filologię klasyczną na Wydziale Filozoficznym Uniwersytetu Karola w Pradze. Następnie pracownik Instytutu Historii Czechosłowackiej Akademii Nauk. Zajmowała się historią Bizancjum oraz neogrecystyką.

## Wybrane publikacje
- Byzantská vzdělanost, Praha: Vyšehrad 1990, ISBN 80-7021-034-6 (wyd 2 – Praha: Vyšehrad 2003, ISBN 80-7021-409-0).
- Il romanzo greco e i papiri, Praha: Univerzita Karlova 1991, ISBN 80-7066-348-0.
- (współautor: Radislav Hošek), Antická mystéria, Praha: Vyšehrad 1997, ISBN 80-7021-217-9.
- Základní kurz novořeckého jazyka = Eisagōgī stī neoellīnikī glōssa, Brno: Masarykova univerzita 2000, ISBN 80-210-2395-3 (wyd. 3 – Praha: Set out 2008, ISBN 978-80-86277-65-3).
- Řecko, Praha: Libri 2002, ISBN 80-7277-110-8.
- Geografie a mýty v Dionysiakách Nonna z Panopole, Červený Kostelec: Pavel Mervart 2009, ISBN 978-80-86818-96-2.